# Biserrula pelecinus
Genre
Espèce
Biserrula pelecinus est une espèce de plantes à fleurs dicotylédones de la famille des Fabaceae, sous-famille des Faboideae, originaire d'Eurasie et d'Afrique. C'est l'unique espèce acceptée du genre Biserrula (genre monotypique).
Cette espèce est parfois classée dans le genre Astragalus sous le nom d’Astragalus pelecinus (L.) Barneby, 1964.
En France, Biserrula pelecinus est inscrite, par arrêté du 9 mai 1994, dans la liste des espèces végétales protégées en région Provence-Alpes-Côte d'Azur,.

## Synonymes
- Astragalus pelecinus subsp. pelecinus[4]
- Astragalus pelecinus (L.) Barneby, 1964 (préféré par NCBI)[5]
- Astragalus pelecinus (L.) Barneby[6]
- Biserrula mediterranea Bubani[4]
- Biserrula pelecinus L.[4]
- Biserrula pelecinus[5]
- Pelecinus biserrula Moench[4]
- Pelecinus vulgaris Medik.[4]

## Liste des sous-espèces et variétés
Selon NCBI (29 octobre 2018) :
- Astragalus pelecinus subsp. leiocarpus (Hochst. ex A.Rich.) Podlech, 1994
- Astragalus pelecinus subsp. pelecinus

Selon Tropicos (29 octobre 2018) (Attention liste brute contenant possiblement des synonymes) :
- Biserrula pelecinus subsp. leiocarpa Gillett
- Biserrula pelecinus var. leiocarpa (Hochst. ex A. Rich.) Chiov.